# Burgstraße 19 (Kirberg)

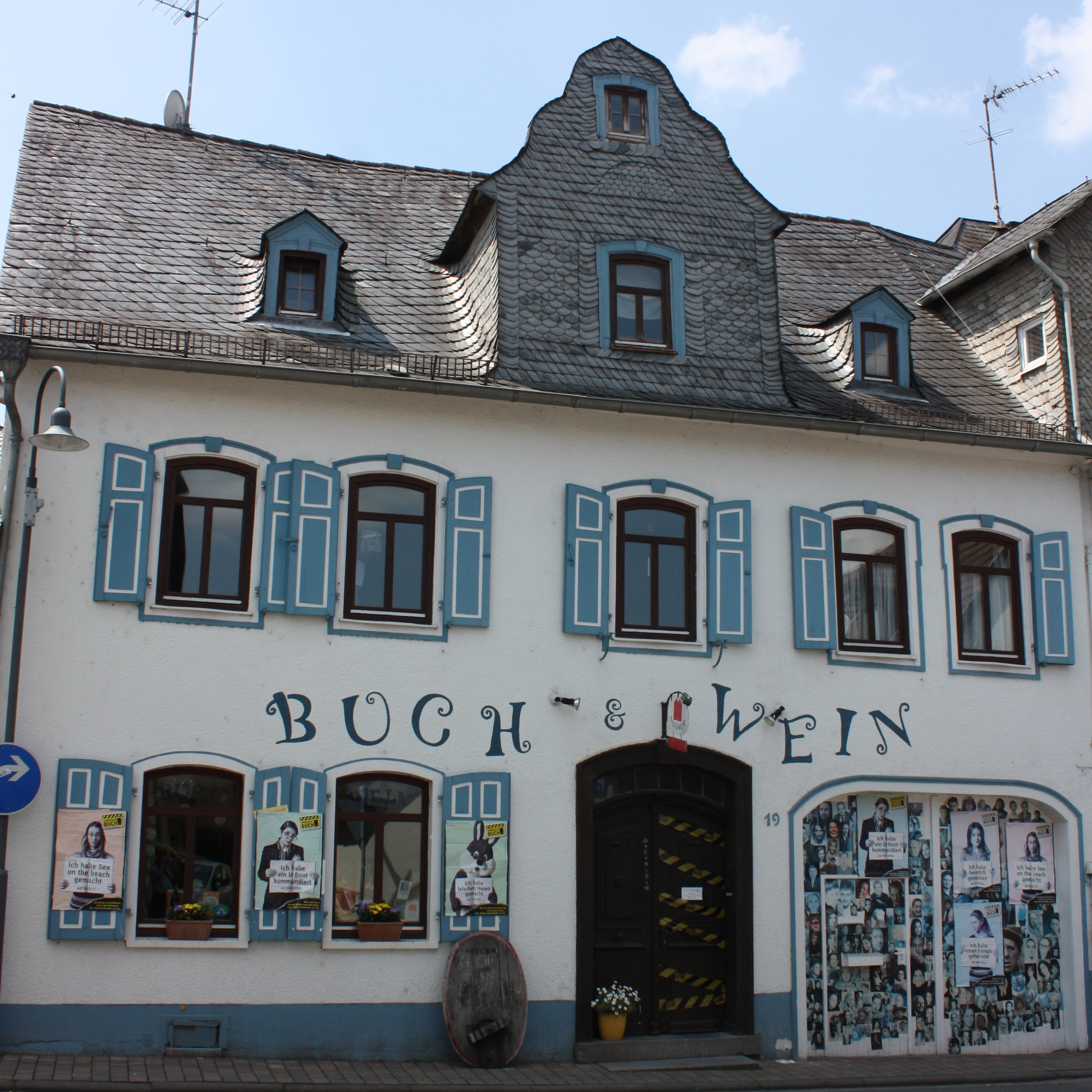
Gebäude Burgstraße 19 in Kirberg

Das Gebäude Burgstraße 19 in Kirberg, einem Ortsteil der Gemeinde Hünfelden im mittelhessischen Landkreis Limburg-Weilburg, wurde im 18. Jahrhundert als bäuerliche Hofanlage errichtet. Das heutige Wohn- und Geschäftshaus ist ein geschütztes Kulturdenkmal.
Das verputzte Fachwerkhaus wurde nach dem Brand von 1710 neu errichtet. Die symmetrische Fassade mit ihren Segmentbogenöffnungen und dem „ondulierten“ Zwerchhaus ist anspruchsvoll. 
Die Haustür mit Oberlicht hat ein fein ziseliertes Schnitzwerk und reiche Beschläge. Auf der Agraffe des Rahmenbogens ist ein schwerthaltender Doppelgreif zu sehen.
An der Stelle des großen Schaufensters war ursprünglich die Tordurchfahrt. 